# Seven Sisters (station)

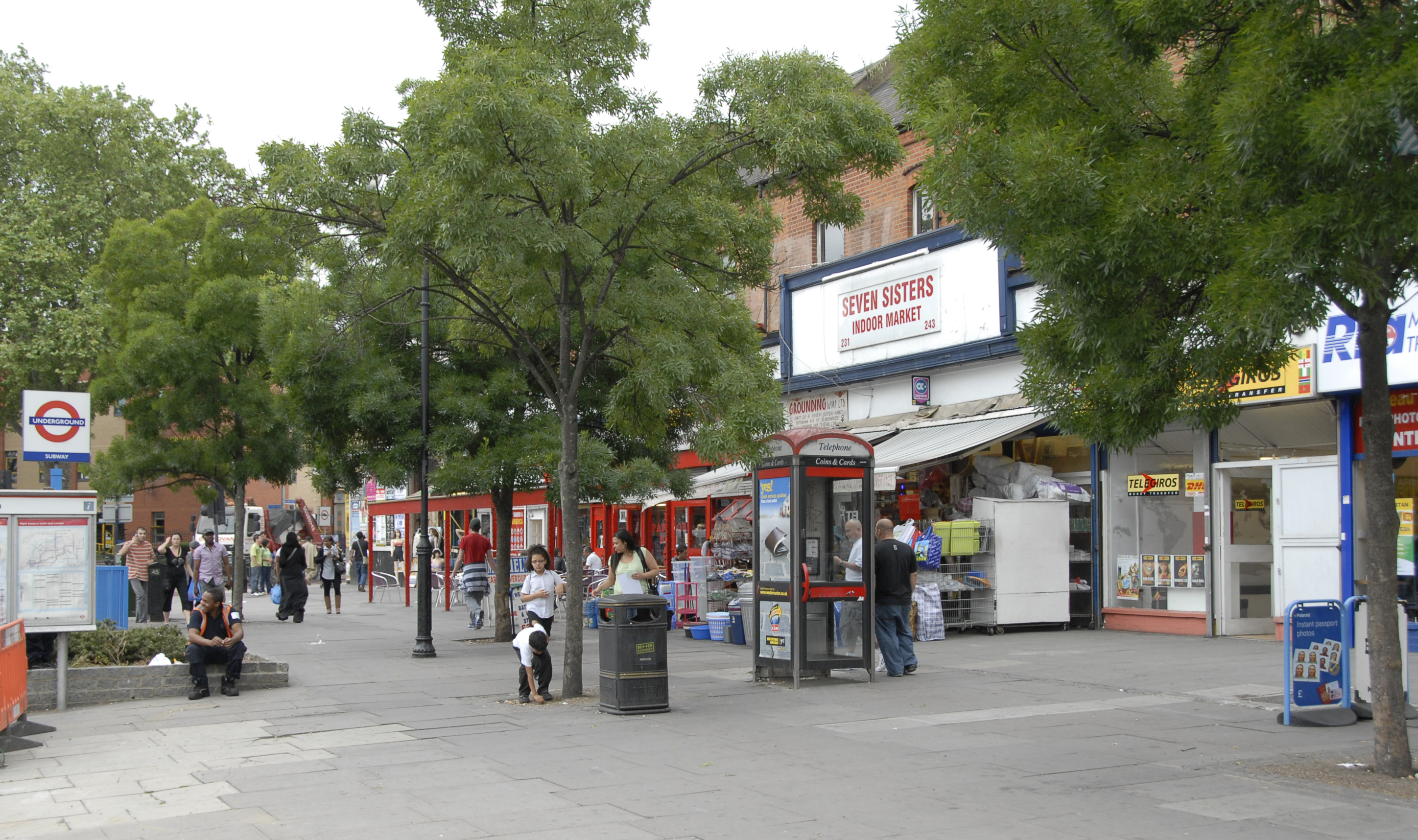
Seven Sisters Market vid tunnelbanestationen

Seven Sisters är en tunnelbanestation i Londons tunnelbana från 1968 samt en intilliggande järnvägsstation (National Rail) öppnad 1872 där även London Overground trafikerar. Tunnelbanestationen ligger längs linjen Victoria line. Stationsanläggningen ligger i området Seven Sisters i London Borough of Haringey i norra London. Seven Sisters är ett distrikt i Tottenham, norra London, vid den östra änden av Seven Sisters Road.

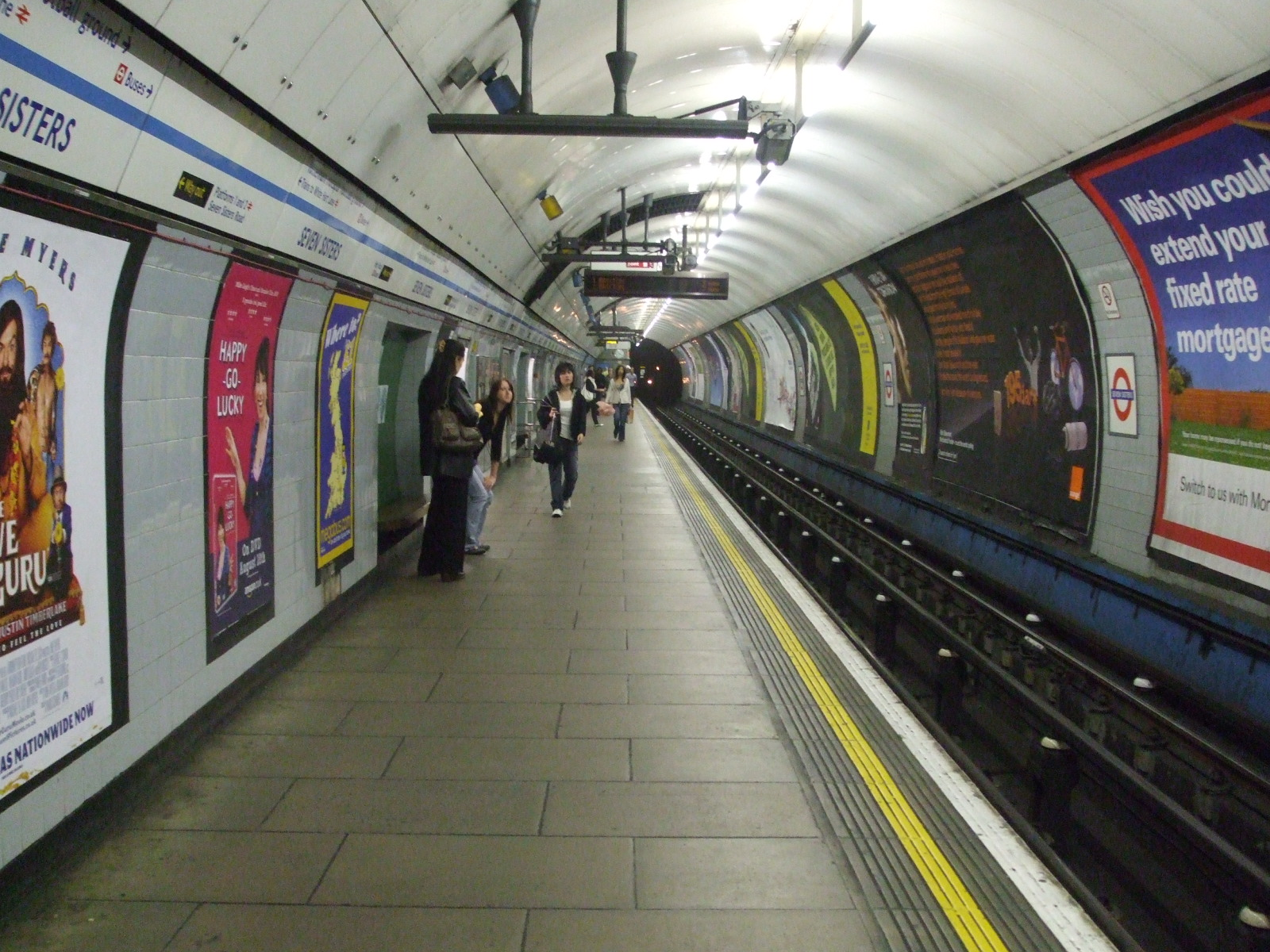
Seven Sisters, station för tunnelbanans Victoria line
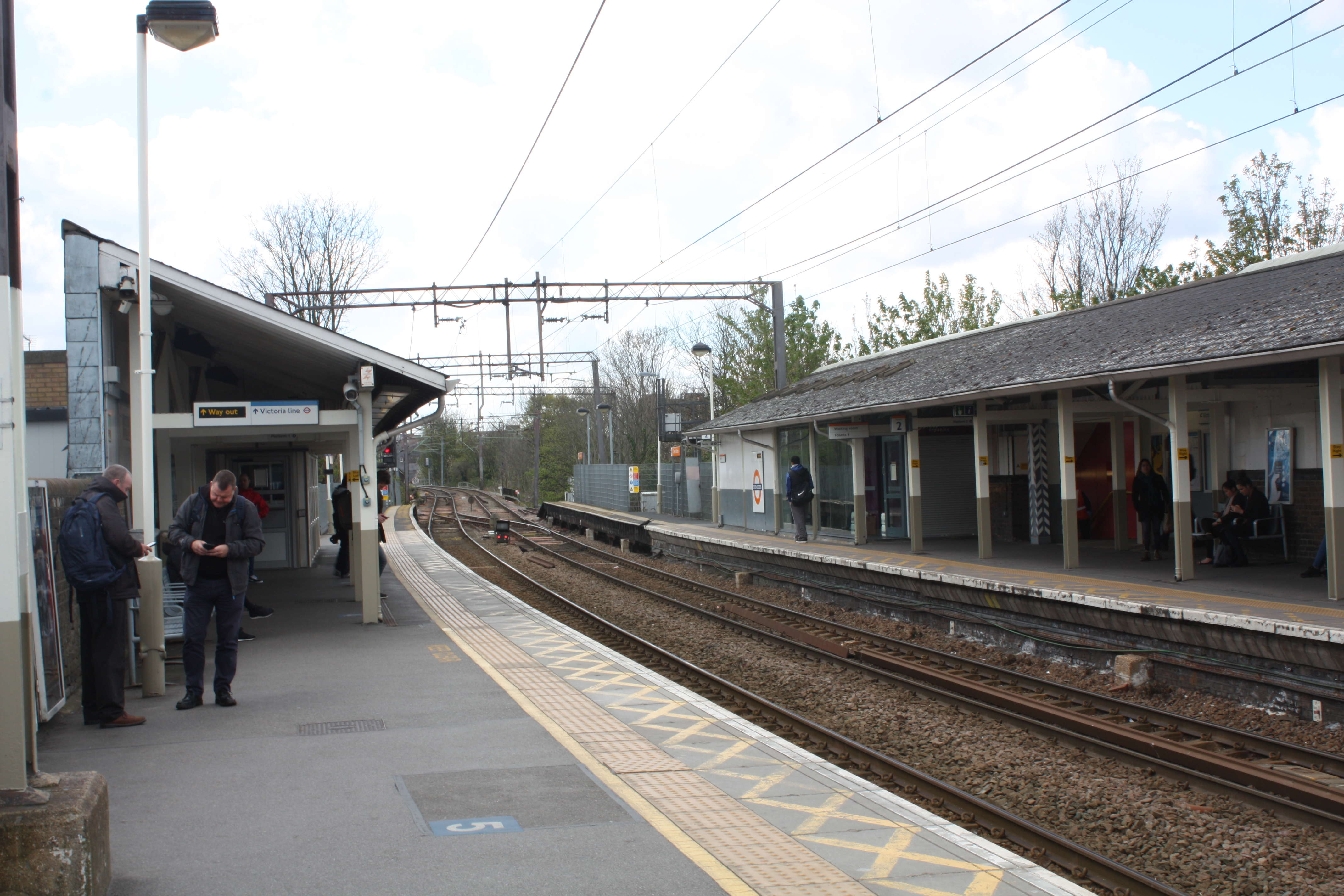
Overground station, här trafikerar även National Rail